# Heinz von Hennig
Heinrich (Heinz) Georg Julius von Hennig (* 10. Mai 1883 auf Gut Dembrowalonka, Landkreis Strasburg, Westpreußen; † 29. November 1947 in Kiel) war ein deutscher Marineoffizier, zuletzt Konteradmiral sowie ein bekannter Schachspieler. Er war einer der Namensgeber des Schara-Hennig-Gambits.

## Leben

### Familie
Er entstammte einer im 16. Jahrhundert in Plösen bei Leipzig ansässigen Familie und war der Sohn von Friedrich (Fritz) von Hennig (1852–1907), preußischer Distriktkommissar in Ostrowo (Provinz Posen), und dessen Ehefrau Jenny, geborene Plehn. Sein Großvater war der Präsident des Preußischen Landtags Heinrich von Hennig (1818–1869).
Hennig heiratete am 4. Juni 1921 in Berlin Ilse Leder (* 6. November 1896 in Chemnitz; † unbekannt), die Tochter des Kaufmanns Otto Leder und der Silvia Richter. Aus dieser Ehe stammt Sohn Heinz.

### Militärische Laufbahn
Hennig trat am 1. April 1902 als Seekadett in die Kaiserliche Marine ein. Nach seiner Grundausbildung an Land und auf dem Schulschiff Stein absolvierte er die Marineschule und kam im Anschluss auf das Linienschiff Wettin. Am 29. September 1905 wurde er zum Leutnant zur See befördert. Es folgten Verwendungen als Wachoffizier auf dem Torpedoboot S 115 (1907), Erster Offizier auf dem Flottentender Alice Roosevelt (1908/09) und Wachoffizier auf dem U-Boot U 11 (1909/11), den Kleinen Kreuzern Kolberg und Cöln (1911) sowie dem Schlachtschiff Helgoland (1911/13). Im August 1913 wurde er als Kapitänleutnant (Beförderung am 22. März 1913) Kommandant des U-Bootes U 18.
Mit neun anderen Booten lief U 18 am 6. August 1914 kurz nach Ausbruch des Ersten Weltkrieges zur ersten Feindfahrt aus. Am 23. November 1914 gelang es Hennig, in die Bucht von Scapa Flow einzudringen, aber er fand dort keine einen Angriff lohnenden britischen Kriegsschiffe vor. Beim Versuch, die Bucht wieder zu verlassen, wurde das Boot mehrfach gerammt, so dass Hennig den Befehl gab, das Boot zu versenken. Hennig und seine Besatzung gerieten in Kriegsgefangenschaft. Am 14. August 1915 gelang ihm gemeinsam mit zwei Kameraden die Flucht aus dem walisischen Kriegsgefangenenlager Dyffryn Aled, bei Denbigh. Sie sollten in der Nacht auf den 15. August 1915 von U 38 aufgenommen werden. Aufgrund eines in die Bucht hineinragenden Felsens konnten die Flüchtlinge und U 38 sich nicht sehen, so dass Hennig und seine Kameraden noch in derselben Nacht erneut gefangen genommen wurden. Hennig blieb bis Januar 1918 in britischer Gefangenschaft. Anschließend wurde er bis Dezember 1918 in den Niederlanden interniert.
Nach dem Krieg diente Hennig in der Reichsmarine. Unter anderem war er als Kommandant der Befestigungen der Emsmündung in Borkum sowie als Chef des Stabes bei der Inspektion des Bildungswesens der Marine tätig. Am 30. September 1931 wurde er unter Verleihung des Charakters als Konteradmiral aus dem Militärdienst verabschiedet.
Im Mai 1939 stellte man ihn zur Verfügung der Kriegsmarine. Eine Verwendung erhielt Hennig erst ab 7. April 1940 als Vorstand der Stationsbücherei der Marinestation der Ostsee. Seine Mobilmachungsbestimmung wurde am 31. März 1944 aufgehoben.

### Der Schachspieler
Gelernt hat Hennig das Schachspiel als Seekadett. Er gewann einmal (1919) die Meisterschaft der Berliner Schachgesellschaft und mehrmals die Stadtmeisterschaft von Kiel. 1932 belegte er in Bad Ems einen geteilten zweiten Platz hinter Kieninger. Im gleichen Jahr wurde er in Kiel Vierter hinter Brinckmann, Kurt Richter und Heinicke. 1935 wurde er in Bad Saarow erneut Vierter hinter Bogoljubow, Heinicke und Rellstab.
Am bekanntesten ist er aber durch das Schara-Hennig-Gambit. Dies ist ein Abspiel der Eröffnung Tarrasch-Verteidigung, wobei Schwarz im vierten Zug einen Bauern opfert.
Anton Schara hatte diese Idee 1918 in Wien ausprobiert, von Hennig führte die Variante 1929 beim 26. DSB Kongress in Duisburg in die Turnierpraxis ein; er gewann damit gegen Josef Benzinger.
Ende der 1930er Jahre publizierte von Henning einige Schachaufgaben.

## Weblink
- Kompositionen von Heinz von Hennig auf dem PDB-Server der Schwalbe

| Personendaten    | Personendaten                                                       |
| ---------------- | ------------------------------------------------------------------- |
| NAME             | Hennig, Heinz von                                                   |
| ALTERNATIVNAMEN  | Hennig, Heinrich von                                                |
| KURZBESCHREIBUNG | deutscher Marineoffizier, zuletzt Konteradmiral sowie Schachspieler |
| GEBURTSDATUM     | 10. Mai 1883                                                        |
| GEBURTSORT       | Gut Dembrowalonka, Landkreis Strasburg, Westpreußen                 |
| STERBEDATUM      | 29. November 1947                                                   |
| STERBEORT        | Kiel                                                                |